# Xã Homer, Quận Calhoun, Michigan
Xã Homer (tiếng Anh: Homer Township) là một xã thuộc quận Calhoun, tiểu bang Michigan, Hoa Kỳ. Năm 2010, dân số của xã này là 3.015 người.